# Enoch (antenato di Noè)
Enoch è un personaggio biblico antediluviano, sesto discendente diretto di Adamo ed Eva lungo la linea di Set (la cosiddetta "grande genealogia dei Setiti" citato nel Libro della Genesi (5, 21-23) e nella Lettera di Giuda dove si dice espressamente che fu "il settimo [patriarca] dopo Adamo" (Giuda 14).
Figlio di Iared, genera a sua volta Matusalemme, il nonno di Noè. Particolare la sua fine: "Enoch visse in tutto 365 anni, e camminò con Dio, poi non fu più veduto, perché Iddio lo prese". Questo enigmatico versetto ha fatto nascere la tradizione secondo cui egli sarebbe stato rapito in Cielo (come avverrà in seguito al profeta Elia). "Enoch piacque al Signore e fu rapito, esempio istruttivo per tutte le generazioni", dice infatti di lui Siracide 44, 16. Così lo si ritrova anche nel Nuovo Testamento: "Per fede Enoch fu trasportato via, in modo da non vedere la morte; e non lo si trovò più, perché Dio lo aveva portato via. Prima infatti di essere trasportato via, ricevette la testimonianza di essere stato gradito a Dio" (Ebrei 11, 5).
D'altronde lo stesso Elia non avrebbe conosciuto la morte poiché «salì nel turbine verso il cielo» con «un carro di fuoco e cavalli di fuoco» (2Re 2, 11)

## Libri di Enoch

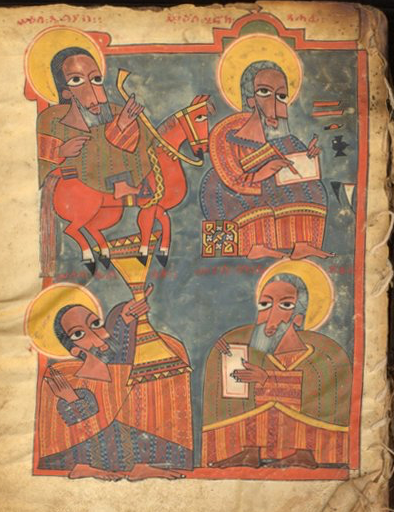
Enoch nel manoscritto etiope Gunda Gunde 151 (in alto a destra).

Il patriarca Enoch era il candidato ideale per assumere un ruolo importante nella letteratura apocrifa fiorita negli ultimi secoli prima di Cristo e nel primo secolo dell'era cristiana. Oltre a vantare un'indubbia antichità che lo fa vivere in un'epoca mitica e particolarmente suggestiva, esso rappresenta anche il settimo patriarca antediluviano, destinatario della rivelazione dei segreti divini. E fu così che Enoch si trasformò nel prototipo dell'iniziato ai misteri celesti, diventando il prestanome di tutto un corpus di apocrifi a carattere sapienziale. Di questo vasto corpus sono giunte fino a noi diverse versioni del Libro di Enoch; la più famosa (Primo Libro di Enoch), è quella etiope, conservata dai cristiani di fede copta. Altre versioni (Secondo libro di Enoch e Terzo libro di Enoch) vengono dal mondo slavo e si sono conservate presso monasteri ortodossi in Serbia e Russia.
Il Libro di Enoch è menzionato esplicitamente nella Lettera di Giuda (1:14-15), lasciando intendere che venisse considerato come canonico da almeno una parte degli ebrei e dei primi cristiani nel I secolo d.C. Tuttavia, esso venne dichiarato apocrifo dal Concilio ebraico di Jamnia, che lo escluse dalla Tanakh, non venendo incluso neppure nel canone cristiano; attualmente è considerato come ispirato soltanto dalla Chiesa ortodossa copta.
Enoch è un personaggio fondamentale nella religione di Mormoni; si legga a questo proposito Il Libro di Mormon.

## Riferimenti nella cultura

### Nella letteratura
- Enoch non è mai citato nella Divina Commedia di Dante Alighieri, ma è citato invece in un altro caposaldo della letteratura italiana, l'Orlando Furioso di Ludovico Ariosto, perché il paladino Astolfo lo trova nel Paradiso Terrestre insieme ad Elia e San Giovanni apostolo ed evangelista:

che prima Enoch, il patriarca, v'era;
eravi insieme il gran profeta Elia,
che non han vista ancor l'ultima sera...»
(Orlando Furioso, XXXIV, 59)
- Il poeta romanesco Giuseppe Gioacchino Belli, infine, registra nel suo sonetto  La fin der Monno (datato 25 novembre 1831) la credenza popolare secondo cui, da un buco presso la Basilica di San Paolo fuori le Mura, alla fine del mondo, usciranno Enoch ed Elia per la lotta definitiva contro l'Anticristo. Tale credenza è derivata dal capitolo 11 dell'Apocalisse. Ma la cosa divertente sta nel fatto che il popolino li ha curiosamente unificati in un'unica persona: er Nocchilia!

tornerà da la bbùscia de San Pavolo
doppo tanti mil’anni er Nocchilia.»
- Riferimenti a Enoch si trovano anche nell'esoterismo occidentale. Il medico inglese John Dee (1527-1606) ottenne da un'entità angelica la rivelazione dell'Alfabeto di Enoch, poi utilizzato alla fine dell'Ottocento dai membri dell'Hermetic Order of the Golden Dawn. A Samuel Lydell Mathers, che fu uno dei fondatori della Golden Dawn, si deve l'invenzione degli "scacchi enochiani", un gioco esoterico nel quale era maestro il poeta William Butler Yeats, membro di quella fratellanza.

- Enoch è citato nell'ultimo dialogo fra Marco Polo e Kublai Kan presente ne Le città invisibili di Italo Calvino.

- Nel romanzo Dracula di Bram Stoker, il pazzo Renfield, fervente seguace del Conte Dracula, afferma che la sua posizione intellettuale è simile a quella di Enoch, dal momento che questi "camminava con Dio".

- Nel libro Il nome della rosa di Umberto Eco è citato nel dialogo tra due frati, Ubertino e Guglielmo. "Dio manderà i suoi servi, Elia ed Enoch, che egli ha conservato ancora in vita nel paradiso terrestre perché un giorno confondano l'Anticristo, e verranno a profetare vestiti di sacco, e predicheranno la penitenza con l'esempio e la parola..."

- Una fonte massonica identifica Enoch con l'antico dio egizio della saggezza Thoth e anche con il suo corrispondente greco Ermes. Una voce nella Royal Masonic Cyclopedia, pubblicata per la prima volta nel 1877, ci dice che Enoch fu l'inventore della scrittura, che insegnò agli uomini l'arte di costruire[7]. La stessa opera fornisce un accenno personale a una tradizione segreta tramandata attraverso i secoli quando menziona che Enoch fosse lui stesso un  massone e che alla fine della sua vita terrena egli trasmise l'ufficio di Gran Maestro a Lamech[8].

- Nel romanzo "Il Futuro" ("The Future") di Naomi Alderman, tra i protagonisti c'è la setta americana (nata in Oregon a metà degli anni venti del ventunesimo secolo, basata sul giudaismo e ispirata alla Genesi), degli enochiti, survivalisti, il cui capo, 'ribattezzatosi' Enoch, aveva accettato la realtà del cambiamento climatico, interpretandolo come un segno della volontà di Dio; credeva che Dio avrebbe usato i fenomeni atmosferici per separare i giusti dai peccatori, come ai tempi del diluvio universale. [9]

### Nei media
- Enoch è il protagonista del videogioco El Shaddai: Ascension of the Metatron.
- Enoch è citato nell'album di Vinicio Capossela Da solo nel brano La faccia della terra.
- Nel 6º episodio del fumetto Gea, intitolato L'orco,  viene fatto riferimento al mito degli Egregori, citando il Libro di Enoch.
- Nella saga videoludica di The Darkness viene spesso citato come una fonte di sapere degli eventi soprannaturali, basti pensare che Jackie Estacado tiene in una teca il cranio del profeta con delle parole angeliche incise sopra.
- Nel 2º episodio di Avventura nella foresta dei misteri, miniserie trasmessa su Cartoon Network, appare un personaggio con le sembianze di una zucca di nome Enoch, capo di un villaggio di morti.
- Nel libro La casa dei bambini speciali di Miss Peregrine, Enoch è il nome di uno dei personaggi, capace di resuscitare i morti e dare vita ad oggetti inanimati per un limitato periodo di tempo.
- Nella serie televisiva Marvel Agents of S.H.I.E.L.D. Enoch è un Chronicom introdotto a partire dalla 5ª stagione.
- Nella serie televisiva The Order, 5º episodio della 2ª stagione, sono citate le "Regole di Enoch"
- Nel film La fiera delle illusioni Clem soprannomina un feto deforme in formalina  Enoch in onore al personaggio biblico. “È affascinato da Enoch: feto di bambino in formaldeide, conservato per la sua deformità, un terzo occhio in mezzo alla fronte. Lo accusano con gioia e ammirazione di avere ucciso la madre alla nascita. Quel neonato morto sembra però avere il controllo su tutti, osservarli da una posizione privilegiata. Tanto che Carlisle si ispirerà a lui nel suo numero di magia per ricchi, indossando una benda con un occhio al centro.”[10]